# Résolution 2720 du Conseil de sécurité des Nations unies
Membres permanents
- Chine
- États-Unis
- France
- Royaume-Uni
- URSS

Membres non permanents
Résolution no 2719 Résolution no 2721
La résolution 2720 du Conseil de sécurité des Nations unies, adoptée le 22 décembre 2023, appelle à une aide accrue pour la crise humanitaire de Gaza en 2023, notamment la fourniture de carburant, de nourriture et de fournitures médicales. Elle exigeait également explicitement l'ouverture de tous les postes frontières de Gaza à l'aide humanitaire, y compris celui de Kerem Shalom, et proposait la nomination immédiate d'un coordonnateur principal de l'aide humanitaire et de la reconstruction pour Gaza. La résolution a été approuvée par 13 membres, tandis que deux pays membres permanents du Conseil de Sécurité de l'ONU, la Russie et les États-Unis, se sont abstenus de voter.

## Contexte
La bande de Gaza traverse une crise humanitaire depuis le blocus de la bande de Gaza en 2005, une crise qui s’est aggravée en raison de la guerre entre Israël et le Hamas,. Au début de la guerre, Israël a mis en place un blocus complet de la bande de Gaza, ce qui a entraîné d’importantes pénuries de carburant, de nourriture, de médicaments, d’eau et de fournitures médicales essentielles,. Ce siège a entraîné une chute de 90 % de la disponibilité de l'électricité, affectant l'alimentation électrique des hôpitaux, des usines d'épuration et la fermeture des usines de dessalement qui fournissent l'eau potable. Des épidémies généralisées se sont propagées à travers Gaza, notamment une épidémie de polio.
Les bombardements massifs des frappes aériennes israéliennes ont causé des dommages catastrophiques aux infrastructures de Gaza, aggravant encore davantage la crise. Le ministère de la Santé de Gaza a signalé que plus de 4 000 enfants ont été tués au cours du premier mois de la guerre. Le secrétaire général de l'ONU, António Guterres, a déclaré que Gaza était « devenue un cimetière pour les enfants »,.

## Procédures
La résolution 2712 du Conseil de sécurité a été adoptée le 15 novembre 2023, appelant à des pauses humanitaires dans les combats,, et un cessez-le-feu est entré en vigueur du 24 au 30 novembre.
L'Assemblée générale des Nations unies a adopté (le 12 décembre 2023) une résolution non contraignante appelant à plusieurs reprises à un « cessez-le-feu immédiat » par 153 voix pour, 23 abstentions et 10 contre.
La résolution 2720, proposée par les Émirats arabes unis, devait initialement être mise au vote le lundi 18 décembre mais elle a cependant été retardée à plusieurs reprises pour permettre des négociations avec les États-Unis, ce qui permettrait à ces derniers de ne pas opposer leur veto à la résolution. Il a été rapporté que la raison du retard était des divergences entre le département d'État et la Maison-Blanche. Les États-Unis ont exprimé des réserves quant à la proposition de créer un mécanisme de contrôle de l’aide par l’ONU, tandis que le Royaume-Uni a explicitement approuvé la résolution.
Un amendement introduit par la Russie, qui aurait rétabli le projet précédent de résolution qui appelait à une «suspension urgente des hostilités», a reçu 10 voix pour et 4 abstentions, mais a été rejeté par véto par les États-Unis.

## Bilan des votes
- Les membres permanents du Conseil de sécurité sont en gras.

| Pour (13) | Abstention (2)      | Contre (0) |
| --- | ------------------- | ---------- |
| Albanie Brésil Chine Équateur France Gabon Ghana Japon Malte Mozambique Suisse Émirats arabes unis Royaume-Uni | - Russie États-Unis |            |

## Réactions

### Représentants nationaux
- Chine : L'ambassadeur chinois auprès des Nations unies, Dai Bing, a salué l'adoption de la résolution tout en critiquant ses lacunes et en plaidant pour une « utilisation complète de Karem Shalom et l'ouverture d'autres points de passage »[2].
- Égypte : L'ambassadeur égyptien auprès des Nations unies, Osama Mahmoud Abdelkhalek Mahmoud, a salué la résolution comme « un pas dans la bonne direction »[2].
- Israël : Le gouvernement israélien a remercié le gouvernement des États-Unis pour son soutien avant le vote à l'ONU, et le ministre des Affaires étrangères, Eli Cohen, a déclaré qu'« Israël continuera, pour des raisons de sécurité, à inspecter toute aide humanitaire destinée à Gaza »[18]. L'ambassadeur israélien auprès des Nations unies a critiqué la résolution comme étant « déconnectée de la réalité »[19], et a réitéré ses préoccupations quant au fait que l'ONU n'avait toujours pas « publié une seule déclaration condamnant le Hamas et ses atrocités »[2].
- État de Palestine : L'observateur permanent palestinien auprès des Nations unies, Riyad Mansour, a déclaré que la « résolution est un pas dans la bonne direction. Elle doit être mise en œuvre et accompagnée d'une pression massive pour un cessez-le-feu immédiat »[2].
- Russie : L'ambassadeur russe auprès des Nations unies, Vasily Nebenzya, a critiqué la résolution en affirmant que les États-Unis avaient recouru à du « chantage » et avaient rendu la résolution « inefficace ». Il a également déclaré qu'il s'agissait d'une « autorisation de tuer » et que ceux qui avaient voté en faveur seraient complices de la situation. Il a ajouté que la Russie aurait opposé son veto à la résolution si elle n'avait pas été soutenue par les États arabes[20],[2].
- États-Unis d'Amérique : L'ambassadrice des États-Unis auprès des Nations unies, Linda Thomas-Greenfield, a déclaré que l'adoption de la résolution représentait une « lueur d'espoir » et qu'il s'agissait d'une « résolution très forte », tout en exprimant l'indignation des États-Unis face à l'absence de condamnation du Hamas[21],[2].

### Autres réactions
De nombreuses organisations, dont l'International Rescue Committee, ont critiqué la résolution en raison de l'absence d'appel à un cessez-le-feu immédiat, tandis que la directrice exécutive de Médecins sans frontières, Avril Benoît, a déclaré que la résolution « a été édulcorée au point que son impact sur la vie des civils à Gaza sera presque insignifiant »,,. L'Afrique du Sud, dans une déclaration renvoyant Israël devant la Cour internationale de justice pour génocide et violation de la Convention sur le génocide, a qualifié la résolution d'« inefficace » et de « incapable de répondre correctement à la situation sur le terrain » à Gaza.

## Impact
Le 29 décembre, la chaîne d'informations Al Jazeera a fait état d'un « sentiment de frustration » à Gaza à la suite de l'adoption de la résolution, affirmant que « les gens voient désormais plus de bombes, moins de nourriture et moins d'aide humanitaire ». En mars 2024, le ministère palestinien des Affaires étrangères a déclaré : « L'échec du Conseil de sécurité à mettre en œuvre la résolution 2720 et son incapacité à garantir l'entrée d'aide humanitaire et médicale de manière constante aux civils dans la bande de Gaza n'ont aucune justification ».